# Reute (Breisgau)
Reute (im örtlichen Dialekt Riddi) ist eine Gemeinde im Landkreis Emmendingen im Südwesten von Baden-Württemberg etwa zehn Kilometer nordwestlich von Freiburg im Breisgau.

## Geographie

### Lage
Reute liegt in der Freiburger Bucht zwischen dem Kaiserstuhl und dem Schwarzwald. Am südlichen Dorfrand durchfließt die Glotter die Gemeinde.
Das Dorf besteht aus den Ortsteilen Oberreute und Unterreute. Im Gemeindegebiet lag die in Oberreute aufgegangene Ortschaft Holzreute.

### Nachbargemeinden
| Teningen | Teningen                                    | Emmendingen |
|          | Kompassrose, die auf Nachbargemeinden zeigt |             |
| March    | Vörstetten                                  | Denzlingen  |

## Geschichte

### Bis zum 19. Jahrhundert
Der Name Reute geht auf einen alten Ausdruck für eine Rodung zurück. Urkundlich erstmals erwähnt ist Reute im Lorscher Codex, in dem die Schenkung eines Besitzes im Orte Reuden in den Jahren 772/773 dokumentiert ist. Die Siedlungsgeschichte geht allerdings noch deutlich weiter zurück. Archäologische Befunde in der Gemarkung Reute weisen nach, dass sich hier seit Tausenden von Jahren immer wieder Siedlungen befanden. Schon um etwa 100 n. Chr., in der Zeit der römischen Herrschaft, wurde die Gegend landwirtschaftlich genutzt. Die römischen Gutshöfe wurden etwa im 3. Jahrhundert aufgegeben, als verstärkt alemannische Verbände in den Breisgau vordrangen.
Im Jahr 1008 gehörte Reute zu den Gütern des Klosters Sulzburg. Nach dem Aussterben der Zähringer 1218 ging der Ort an die Grafen von Freiburg und war ab dem 15. Jahrhundert Teil Vorderösterreichs. Von 1612 an ist die Familie von Harsch im Besitz des Ortes. Die Leibeigenschaft wurde 1783 abgeschafft. Im Zuge des Reichsdeputationshauptschlusses fiel der Ort 1805 an das Großherzogtum Baden, das es dem Oberamt Freiburg zuordnete.

### Religionen
Da im österreichischen Reute im Gegensatz zu den badischen Dörfern der Umgegend die Reformation nicht eingeführt wurde, blieb es eine katholische Enklave in evangelischem Gebiet. Durch verstärkten Zuzug in den vergangenen Jahrzehnten gibt es mittlerweile auch eine evangelische Gemeinde im Dorf, die in Oberreute ein Gemeindehaus besitzt. Sie teilt sich eine Pfarrstelle mit der evangelischen Gemeinde Vörstetten.

### Einwohnerentwicklung
| Jahr      | 1950 | 1991 | 1995 | 2005 | 2010 | 2015 | 2022 | 2023 |
| Einwohner | 1141 | 2632 | 2806 | 3138 | 3052 | 2926 | 2880 | 2922 |

## Politik

### Gemeinderat
Die Kommunalwahl am 9. Juni 2024 führte zu folgendem Ergebnis (mit Vergleichszahlen der Wahl 2019):

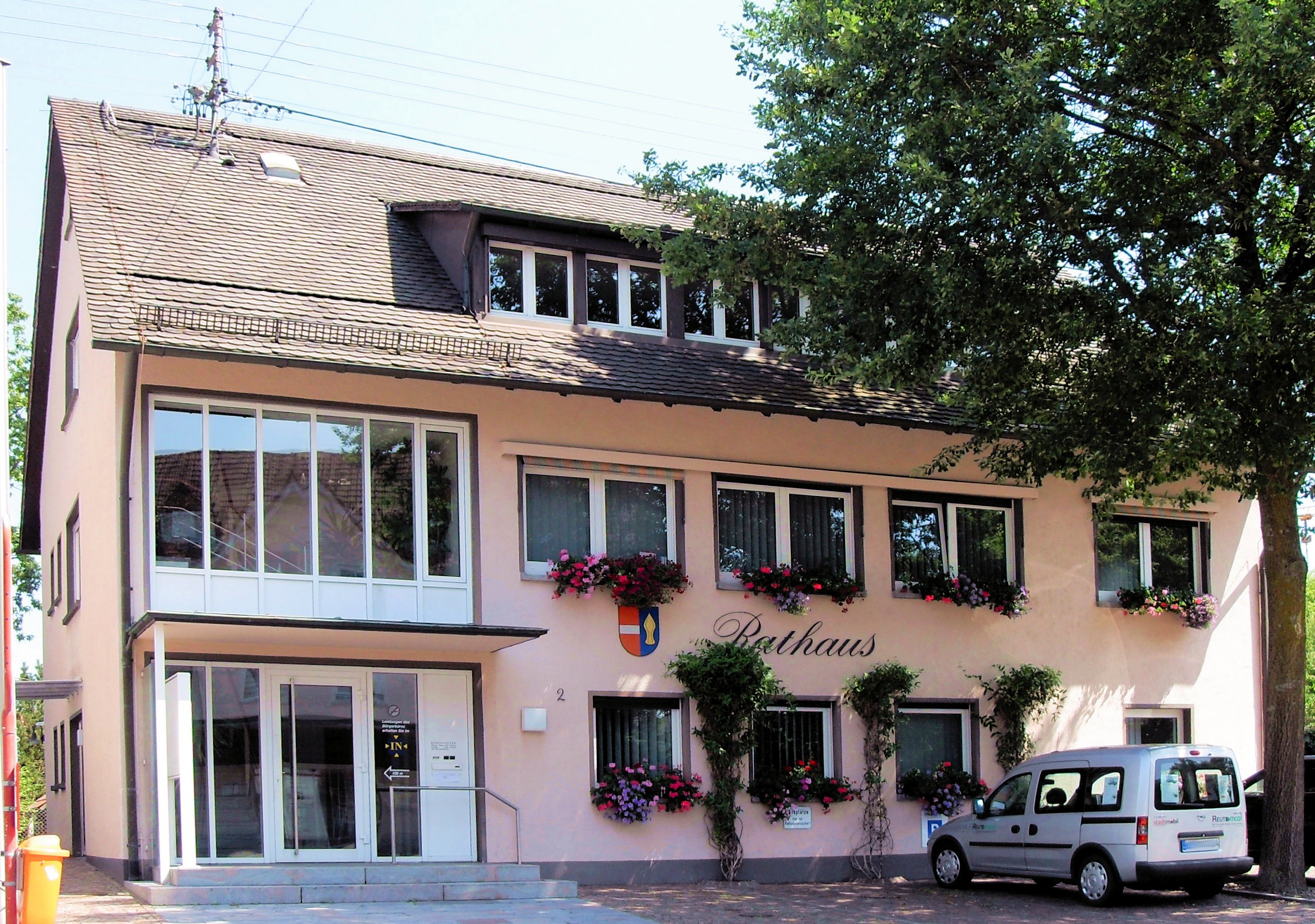
Rathaus von Reute

|                 | 2024          | 2024   | 2019          | 2019   |
| Partei / Liste  | Stimmenanteil | Sitze  | Stimmenanteil | Sitze  |
| Bürgerliste     | 69,0 %        | 8      | 65,8 %        | 8      |
| CDU             | 31,0 %        | 4      | 34,2 %        | 4      |
| Wahlbeteiligung | 69,7 %        | 69,7 % | 65,3 %        | 65,3 % |

### Bürgermeister
| Amtszeit  | Name             |
| --------- | ---------------- |
| 1946–1954 | Fridolin Birkle  |
| 1954–1974 | Anton Siegel     |
| 1974–1997 | Franz Kury       |
| seit 1997 | Michael Schlegel |

Der amtierende Bürgermeister Michael Schlegel wurde am 14. März 2021 mit 92,26 Prozent der gültigen Stimmen erneut für eine achtjährige Amtszeit gewählt. Ein parteiloser Mitbewerber erhielt 5,82 Prozent der Stimmen.

### Verwaltungsverband
Seit 1974 besteht ein Verwaltungsverband mit den Nachbargemeinden Vörstetten und Denzlingen. Dadurch konnte während der Gemeindereform die politische Selbständigkeit mit eigenem Bürgermeister und Gemeinderat erhalten werden.

### Gemeindepartnerschaften
Reute unterhält eine Partnerschaft mit dem sächsischen Walthersdorf.

## Wirtschaft und Infrastruktur

### Verkehr
Reute ist über mehrere Buslinien an die umliegenden Orte angebunden. Die Bedienung der Linien übernehmen die Firmen Binninger Omnibusbetrieb sowie SBG Südbadenbus. Zusätzlich besteht ab Gundelfingen ein Anschluss an die Freiburger Tram-Line 4 in die Innenstadt.
Seit März 2024 befindet sich in Reute eine Station des Fahrradverleihsystems Frelo, die zunächst testweise für eine Dauer von zwei Jahren eingerichtet wurde. Der Breisgau-Radweg von Herbolzheim nach Breisach führt von Bahlingen über den Teninger Ortsteil Nimburg nach Reute und weiter über Vörstetten nach Freiburg.
Die Gemeinde liegt zwischen der Bundesstraße 3 und der Bundesautobahn 5, besitzt aber keinen direkten Anschluss.

### Bildung
In der Gemeinde gibt es zwei Kindergärten: den kommunalen Kindergarten Fantasia sowie den katholischen Kindergarten St. Josef.
Zentral im Dorf befindet sich die Eichmattenschule. Seit 2014 ist die ehemalige Grund- und Werkrealschule (früher Grund- und Hauptschule Reute GHS) nur noch eine einzügige Grundschule, vier Klassen mit (im Schuljahr 2016/17) insgesamt 81 Schülern teilen sich das für diesen Zweck deutlich überdimensionierte Gebäude. Seit dem Schuljahr 2016/17 befindet sich zwecks besserer Auslastung eine Außenklasse der Esther-Weber-Schule Wasser in Reute.

### Ansässige Unternehmen
Der Waldkircher Sensorenhersteller Sick AG hat in Reute einen großen Standort. Das im Gewerbegebiet Unterreute an der Ortsausfahrt Richtung Nimburg gelegene Werk ist mit rund 700 Mitarbeitern der mit Abstand größte Arbeitgeber im Ort.

## Kultur und Sehenswürdigkeiten

### Musik und Theater
Es gibt diverse Vereine wie Kirchenchor, Musikverein, Männergesangsverein, Akkordeonclub oder die Riddemer Notenrätscher, ein Guggenmusik-Verein.
Jährlich veranstaltet eine Laienspielgruppe mehrere regelmäßig ausverkaufte Theaterabende.

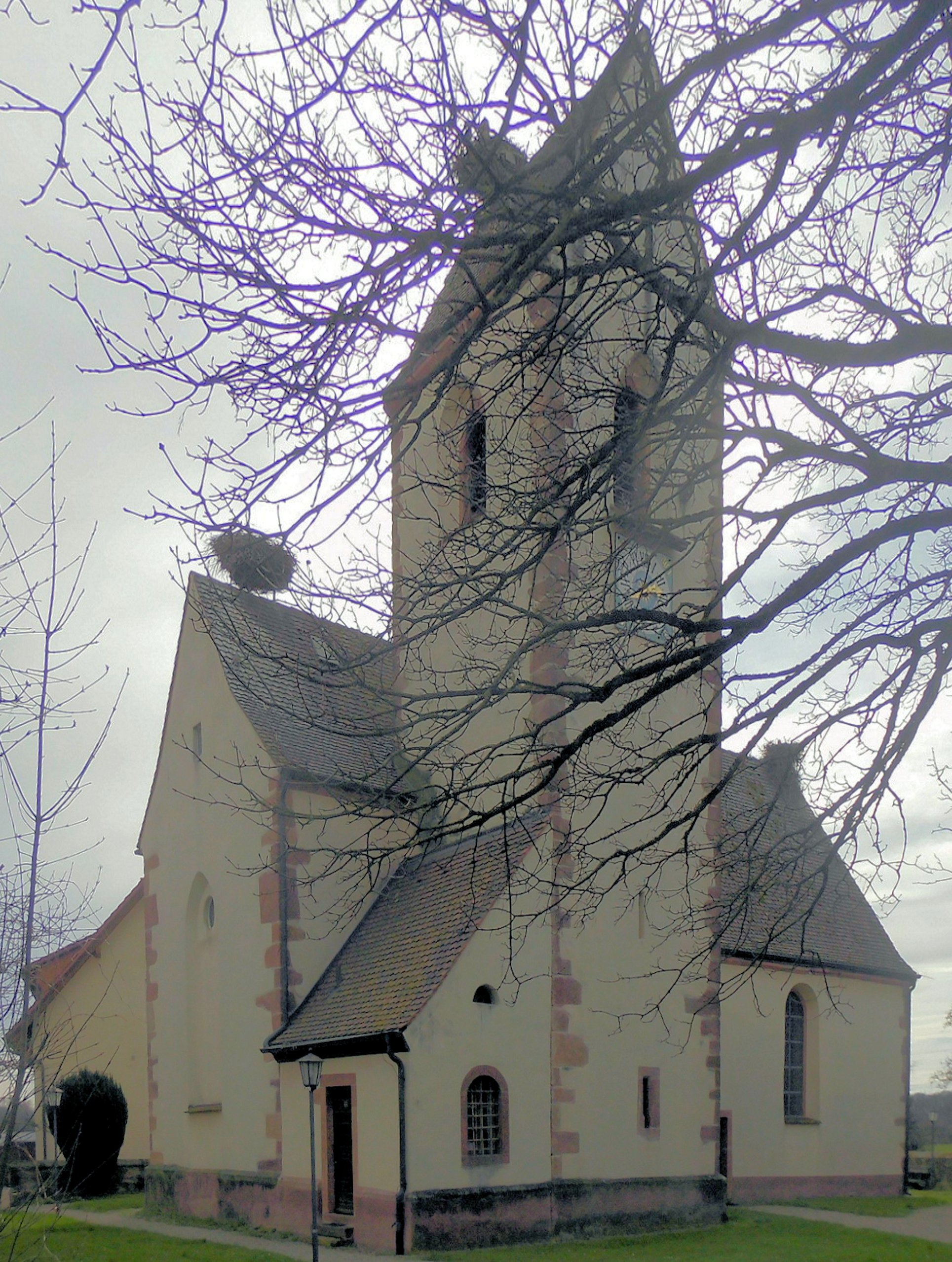
Katholische Kirche Unserer Lieben Frau vom Rosenkranz

### Försterhaus
Das ´Försterhaus Reute´ präsentiert drei Sammlungen unter seinem Dach: ein Puppen- und Spielzeugmuseum, einen Kunstraum und das Heimatmuseum. Neben den Sammlungen ist das Försterhaus ein Ort für kulturelle Veranstaltungen wie Lesungen, Konzerte, Kabarett und Feste.

### Kirchen
Die katholische Kirche Unserer Lieben Frau vom Rosenkranz in Unterreute stammt aus dem 14. Jahrhundert, die ebenfalls katholische Kirche St. Felix und Regula in Oberreute wurde in den Jahren 1900 bis 1902 im neugotischen Stil von Max Meckel erbaut.

Kirche St. Felix und Regula in Oberreute
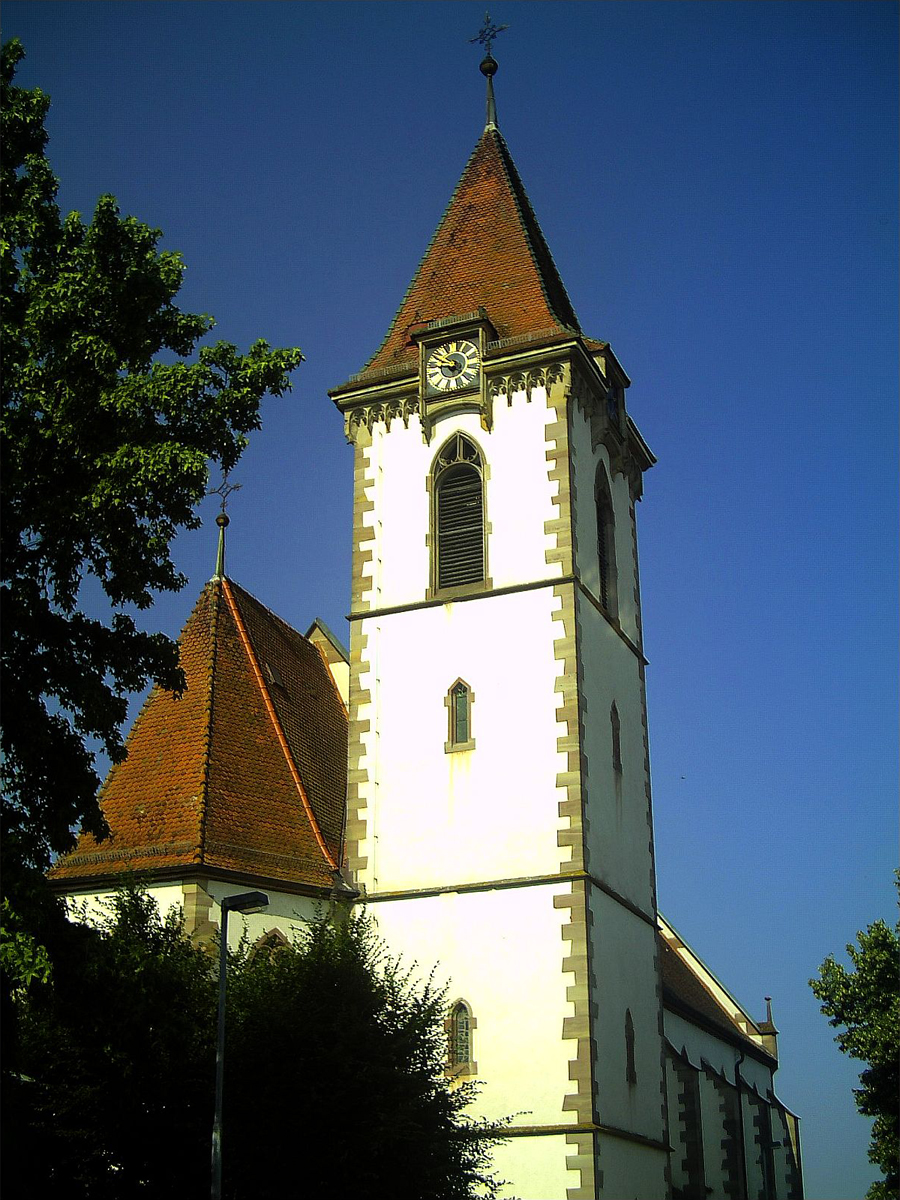
Kirchturm
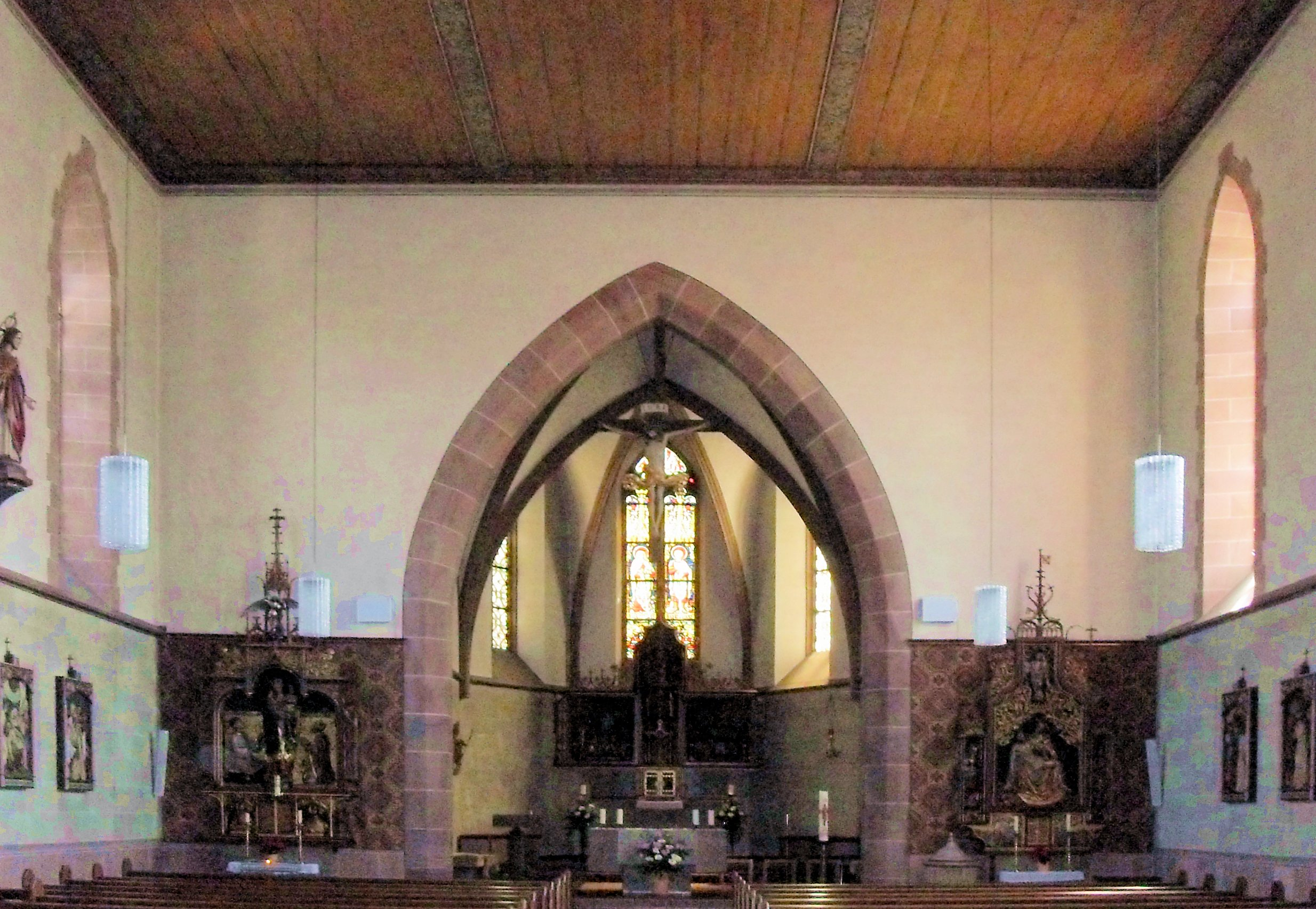
Blick zum Altar
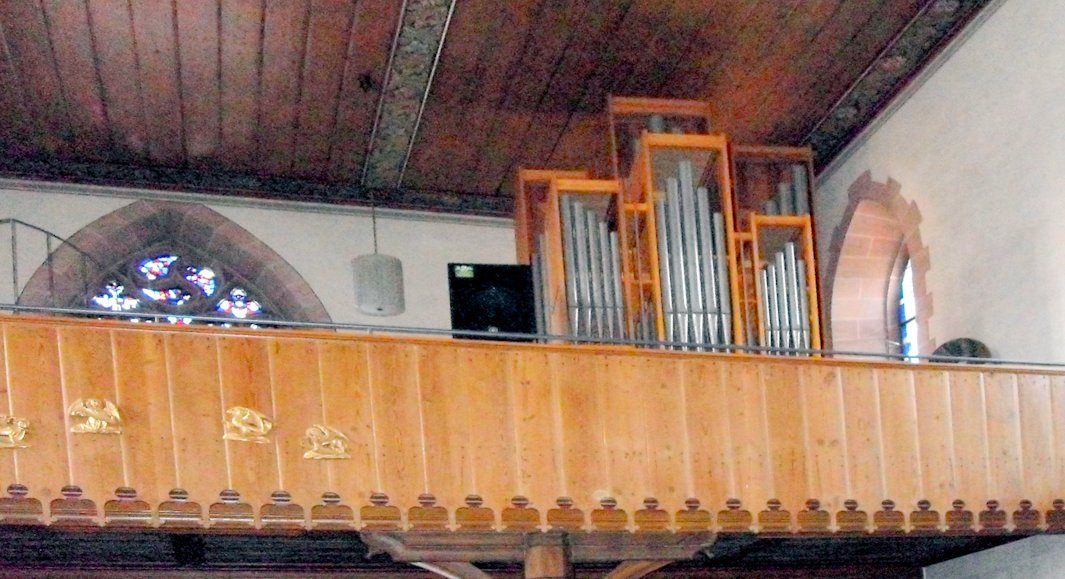
Orgel auf der Empore

### Fasnet

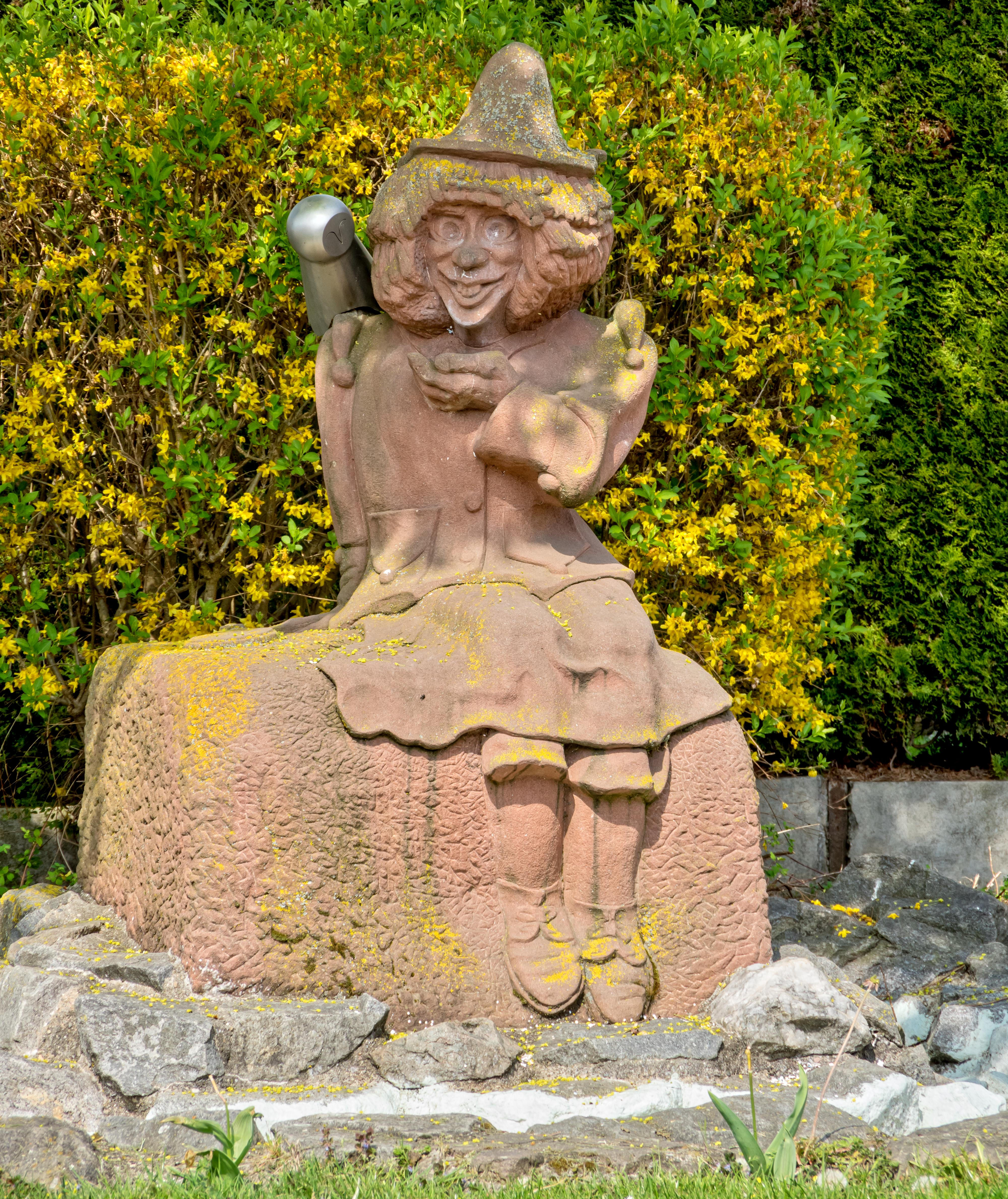
Der Narrenbrunnen in Oberreute

Der Rosenmontagsumzug in Reute zählt zu den beliebtesten und schönsten der Region. Einzelne Vereine und Gruppen, wie z. B. der RVC Reute, der SC Reute und die Motorradfreunde Reute, gestalten zu den Umzügen regelmäßig eigene Festwagen.
In Reute gibt es drei Narrenzünfte, die Riddemer Schrättele sowie die Riddemer Näbl Hexe und die MoorGalgen-Brut.

#### Narrenbrunnen
In Oberreute wurde von der Narrenzunft Riddemer Schrättele e. V. im Jahr 2004 die Narrenfigur in Form eines Brunnens aufgestellt.

## Persönlichkeiten
- Alois Siegel (* 1904 in Reute; † 1970 ebenda), römisch-katholischer Geistlicher und Autor